# The Adventures of Batman & Robin (datorspel)
The Adventures of Batman & Robin släpptes som TV-spel 1994-1995, baserat på TV-serien Batman: The Animated Series, som från andra säsongen hette The Adventures of Batman and Robin. Spelet släpptes till Sega Mega Drive, Sega Game Gear och Mega-CD/Sega CD, utgivet av Sega, medan SNES-versionen utgavs av Konami.

### Fotnoter
1. ↑  ”The Adventures of Batman & Robin” (på svenska). Super Power (Solna) (1 1995). januari 1995. Läst 24 april 2014.